# Christoph Stephan
Pour les articles homonymes, voir Stephan.
Christoph Stephan, né le 12 janvier 1986 à Rudolstadt, est un biathlète allemand, vice-champion de la mass start en 2009.

## Carrière
Élève à l'entraînement de l'ancien biathlète Mark Kirchner, multiple champion olympique et du monde, Christoph Stephan se révèle dans les compétitions juniors, en particulier lors des Championnats du monde juniors 2007 organisés à Martello. L'Allemand y remporte trois titres mondiaux sur le sprint, l'individuel et le relais masculin. L'année précédente, le biathlète remportait le bronze en relais lors des Mondiaux juniors organisés aux États-Unis. Stephan fait ses débuts en Coupe du monde lors de la saison 2005-2006, après s'être fait remarquer sur la Coupe d'Europe junior, où il monte sur plusieurs podiums. Le 16 mars 2006, il termine sa première course, un sprint disputé à Kontiolahti, à la 56e place. Il inscrit ses premiers points en Coupe du monde en mars 2007 grâce à une 14e place obtenue sur un individuel à Lahti. Une semaine plus tard, à Oslo, il approche à deux reprises le top 10 en terminant 11e puis 12e. Ce n'est que lors de la saison 2007-2008 qu'il intègre les dix meilleurs sur une épreuve en finissant huitième d'un sprint disputé à Ruhpolding, le jour de son 22e anniversaire. 
La saison 2008-2009 est celle de la révélation pour l'Allemand qui remporte ses premières récompenses mondiales. Christoph Stephan signe sa première et unique victoire dans l'élite mondiale le 25 janvier 2009 à Antholz sur la mass-start. Auteur d'un 19 sur 20 au tir, l'Allemand devance au sprint l'Autrichien Dominik Landertinger et le Russe Ivan Tcherezov. Ce succès intervient juste avant les Championnats du monde 2009 organisés en Corée du Sud où Stephan confirme alors ses récentes performances pour ses premiers mondiaux. L'Allemand y décroche en effet deux médailles. La première, en argent, est enlevée à l'issue de l'individuel remporté par le Norvégien Ole Einar Bjørndalen ; la seconde, en bronze, est gagnée au sein du relais allemand qui termine troisième derrière la Norvège et l'Autriche. Cela intervient juste après la mort de son père. 
Un an plus tard, il monte sur son troisième podium de Coupe du monde, à Antholz (troisième du sprint).
Aux Jeux olympiques 2010 de Vancouver, il ne peut faire mieux que 19e (sprint).
En 2010-2011, il ajoute deux succès en relais à son palmarès, à Hochfilzen et Antholz.
Stephan passe ensuite une saison blanche et est totalement absent du circuit. À son retour il dispute la saison d'IBU Cup 2012-2013 jusqu'en février puis retrouve la Coupe du monde à la fin de l'hiver pour les deux dernières étapes en Russie.
En 2014, il participe aux Jeux olympiques de Sotchi, se classant 58e du sprint et 43e de la poursuite, seules épreuves qu'il dispute.
Après la saison 2014-2015 au cours de laquelle il se retrouve cantonné en IBU Cup, ne disputant qu'une seule course de Coupe du monde, Stephan se retire de la compétition de haut niveau et se concentre sur sa carrière de policier fédéral.

## Palmarès

### Jeux olympiques
| Épreuve / Édition | Individuel | Sprint | Poursuite | Départ groupé | Relais | Relais mixte                     |
| Vancouver 2010    | 29e        | 19e    | 30e       | 23e           | -      | Épreuve inexistante à cette date |
| Sotchi 2014       | -          | 57e    | 43e       | -             | -      | -                                |

- - : pas de participation à l'épreuve.
- : épreuve inexistante lors de cette édition.

### Championnats du monde
| Mondiaux \ Épreuve   | Individuel               | Sprint | Poursuite | Départ en masse | Relais                    | Relais mixte |
| 2009 Pyeong-Chang    | Médaille d'argent, monde | 22e    | 41e       | 21e             | Médaille de bronze, monde | -            |
| 2011 Khanty-Mansiïsk | -                        | 7e     | 16e       | 24e             | 7e                        | -            |

Légende :
- : deuxième place, médaille d'argent.
- : troisième place, médaille de bronze.

### Coupe du monde
- Meilleur classement général : 18e en 2009.
- selon l'Union internationale de biathlon, qui inclut les Jeux olympiques et les Championnats du monde :
  - 3 podiums individuels : 1 victoire, 1 deuxième place et 1 troisième place (au sens strict, 2 podiums, 1+0+1).
  - 5 podiums en relais, dont 2 victoires.

#### Détail de sa victoire
| Saison / Épreuve | Individuel | Sprint | Poursuite | Mass start | Total |
| 2008-2009        |            |        |           | Antholz    | 1     |
| Total            | 0          | 0      | 0         | 1          | 1     |

#### Classements en Coupe du monde
| Saison    | Classement général final | Individuel | Sprint | Poursuite | Mass start |
| 2006-2007 | nc                       |            | nc     | nc        |            |
| 2006-2007 | 42e                      | 22e        | nc     | 37e       |            |
| 2007-2008 | 31e                      | 40e        | 30e    | 32e       | 30e        |
| 2008-2009 | 18e                      | 22e        | 22e    | 33e       | 6e         |
| 2009-2010 | 27e                      | 27e        | 18e    | 38e       | 30e        |
| 2010-2011 | 26e                      | 49e        | 20e    | 28e       | 21e        |
|           |                          |            |        |           |            |
| 2012-2013 | 94e                      | nc         | 83e    | 80e       |            |
| 2013-2014 | 36e                      | 37e        | 33e    | 42e       | 30e        |
| 2006-2007 | nc                       |            | nc     |           |            |

### Championnats du monde junior
- Médaille de bronze du relais en 2006.
- Médaille d'or du sprint, de la poursuite et du relais en 2007.

### Championnats d'Europe junior
- Médaille d'argent du relais en 2006.

### Championnats du monde de biathlon d'été
- Médaille d'or du sprint et du relais mixte en 2009.
- Médaille d'argent de la poursuite en 2009.

### IBU Cup
- 4 podiums, dont 1 victoire.